# ネルソンFC
ネルソンFC（Nelson F.C.）は、イングランド・ランカシャー・ネルソンに本拠地を置くサッカークラブチーム。1920年代はEFLに所属するプロサッカークラブだった。

## クラブの歴史
1921年にイングリッシュ・フットボールリーグに初参加。サードディビジョン・ノースに所属し、プロクラブとなる。最初のシーズンは16位で終えたが、翌1922-23シーズンは優勝し、2部リーグへ初昇格を果たした。
1923年のプレシーズンはスペインへと遠征し、2試合を戦った。レアル・オビエドを2-1、レアル・マドリードを4-2で下した。アウェーでレアル・マドリードを下した初のイングランドのチームとなった。
初の2部リーグを戦う1923-24シーズンは苦戦し、アウェーではオールド・トラッフォードでマンチェスター・ユナイテッドFCを破った3月まで白星が付かなかった。それでもホームではそのシーズン2部優勝を果たしたリーズ・ユナイテッドFCに勝利するなどしたが、22チーム中21位に終わり、1年で3部へ降格となった。2部リーグ以上のディビジョンに所属したシーズンはこのシーズンがクラブ史上唯一の出来事である。
1924-25シーズンはダーリントンFCに次ぐ2位でシーズンを終えたが、当時は優勝クラブしか昇格の権利が無かったため、昇格を逃した。
1926-27シーズンはFAカップで初めて2回戦に進出した。1回戦でストックポート・カウンティFCを4-1で破ったが、2回戦でアッシントンAFCに2-1で敗れた。このシーズンのリーグ戦は5位に終わったが、翌シーズンからは財産難に見舞われたこともあり、3部リーグでも苦戦するシーズンを送るようになった。
1927-28シーズンは135失点を喫し、サードディビジョン・ノースで最下位に終わった。1930-31シーズンも最下位に終わると、地域リーグに降格することになった。これ以降は現在に至るまで地域リーグで過ごし、フットボールリーグへの復帰は果たせていない。

## タイトル

### 国内タイトル
- フットボールリーグ・サードディヴィジョン・ノース:1回

1922-23
- ランカシャー・コンベイション:2回

1949-50,1951-52
- ランカシャー・リーグカップ:3回

1949-50,1950-51,1959-60
- ランカシャー・コンベイション・ブリッジ・シールド:2回

1975-76,1981-82
- ジョージ・ワトソン・トロフィー:1回

1978-79
- ランカシャー・リーグ:1回

1895-96
- ランカシャー・FAチャレンジ・トロフィー:2回

1907-08,1954-55
- ノースウェスト・カウンティーズリーグ・ディヴィジョン1:1回

2013-14
- ノースウェスト・カウンティーズリーグ・ディヴィジョン2・トロフィー:1回

1996-97

### 国際タイトル
- なし